# Menetou-Salon
Menetou-Salon és un municipi francès, situat al departament de Cher i a la regió de Centre – Vall del Loira. L'any 2007 tenia 1.667 habitants.

## Demografia

### Població
El 2007 la població de fet de Menetou-Salon era de 1.667 persones. Hi havia 722 famílies, de les quals 272 eren unipersonals (114 homes vivint sols i 158 dones vivint soles), 181 parelles sense fills, 206 parelles amb fills i 63 famílies monoparentals amb fills.
La població ha evolucionat segons el següent gràfic:
Habitants censats

### Habitatges
El 2007 hi havia 875 habitatges, 740 eren l'habitatge principal de la família, 65 eren segones residències i 70 estaven desocupats. 754 eren cases i 30 eren apartaments. Dels 740 habitatges principals, 511 estaven ocupats pels seus propietaris, 208 estaven llogats i ocupats pels llogaters i 21 estaven cedits a títol gratuït; 83 tenien una cambra, 55 en tenien dues, 111 en tenien tres, 172 en tenien quatre i 319 en tenien cinc o més. 579 habitatges disposaven pel capbaix d'una plaça de pàrquing. A 293 habitatges hi havia un automòbil i a 296 n'hi havia dos o més.

### Piràmide de població
La piràmide de població per edats i sexe el 2009 era:
| Homes | Edats   | Dones |
| ----- | ------- | ----- |
| 0     | 95 o +  | 4     |
| 4     | 90 a 94 | 12    |
| 12    | 85 a 89 | 40    |
| 12    | 80 a 84 | 20    |
| 28    | 75 a 79 | 40    |
| 40    | 70 a 74 | 60    |
| 44    | 65 a 69 | 64    |
| 40    | 60 a 64 | 44    |
| 44    | 55 a 59 | 28    |
| 64    | 50 a 54 | 72    |
| 68    | 45 a 49 | 64    |
| 52    | 40 a 44 | 48    |
| 56    | 35 a 39 | 52    |
| 40    | 30 a 34 | 48    |
| 48    | 25 a 29 | 36    |
| 44    | 20 a 24 | 40    |
| 28    | 15 a 19 | 64    |
| 44    | 10 a 14 | 60    |
| 68    | 5 a 9   | 36    |
| 56    | 0 a 4   | 16    |

## Economia
El 2007 la població en edat de treballar era de 1.008 persones, 746 eren actives i 262 eren inactives. De les 746 persones actives 680 estaven ocupades (365 homes i 315 dones) i 66 estaven aturades (24 homes i 42 dones). De les 262 persones inactives 98 estaven jubilades, 88 estaven estudiant i 76 estaven classificades com a «altres inactius».

### Ingressos
El 2009 a Menetou-Salon hi havia 684 unitats fiscals que integraven 1.614,5 persones, la mediana anual d'ingressos fiscals per persona era de 17.922 €.

### Activitats econòmiques
Dels 87 establiments que hi havia el 2007, 8 eren d'empreses alimentàries, 5 d'empreses de fabricació d'altres productes industrials, 20 d'empreses de construcció, 19 d'empreses de comerç i reparació d'automòbils, 3 d'empreses de transport, 6 d'empreses d'hostatgeria i restauració, 3 d'empreses financeres, 3 d'empreses immobiliàries, 8 d'empreses de serveis, 8 d'entitats de l'administració pública i 4 d'empreses classificades com a «altres activitats de serveis».
Dels 28 establiments de servei als particulars que hi havia el 2009, 1 era una oficina de correu, 1 una oficina bancària, 2 tallers de reparació d'automòbils i de material agrícola, 2 paletes, 5 guixaires pintors, 6 fusteries, 5 lampisteries, 2 perruqueries, 3 restaurants i 1 agència immobiliària.
Dels 7 establiments comercials que hi havia el 2009, 3 eren fleques, 2 carnisseries, 1 una peixateria i 1 una botiga de material de revestiment de parets i terra.
L'any 2000 a Menetou-Salon hi havia 50 explotacions agrícoles que ocupaven un total de 2.006 hectàrees.

## Equipaments sanitaris i escolars
L'únic equipament sanitari que hi havia el 2009 era una farmàcia.
El 2009 hi havia una escola elemental.

## Poblacions més properes
El següent diagrama mostra les poblacions més properes.